# Др Неле Карајлић
Ненад Јанковић (Сарајево, 11. децембра 1962) познатији по свом псеудониму др Неле Карајлић, јесте српски и југословенски рок музичар, композитор, глумац, писац и некадашњи телевизијски режисер.

## Биографија
Рођен је 11. децембра 1962. године у Сарајеву. Његов отац је био професор оријенталних наука на Универзитету у Сарајеву.
Завршио је Другу гимназију у Сарајеву и уписао студије оријенталистике на Филозофском факултету Универзитета у Сарајеву, али је напустио студије када је постао апсолвент.
Током 1980-их година био је познат као певач групе „Забрањено пушење“ и глумац и писац у телевизијској серији Топ листа надреалиста. Оснивач је покрета Новог примитивизма.
Априла 1992. године, услед избијања рата у Босни и Херцеговини је избегао у Београд, где је с новом поставом наставио рад групе Забрањено пушење. Компоновао је музику за филм Емира Кустурице Црна мачка, бели мачор из 1998. године. Такође је компоновао, али и написао сценарио, режирао и глумио у серији Сложна браћа (1995). Потом је био глумац, редитељ и косценариста серије Надреална телевизија.
Написао је 2014. године књигу Фајронт у Сарајеву, а 2018 године књигу Солунска 28 и потписао псеудонимом „др Неле Карајлић”. Написао је књигу ФБИ-Досије Тесла, крими причу у стиху, по којој је 2016. изведен позоришни мултимедијални перформанс у Београду, Новом Саду и Бањалуци.
Стални је члан популарног квиза Ја волим Србију.

## Политичка делатност
Од потписивања Дејтонског споразума и престанка ратних операција до данас САД су промијениле три предсједника, Русија се вратила међу свјетске силе, Индија је нарасла на милијарду становника, Новак Ђоковић је постао најбољи спортиста свијета, измишљен је мобилни телефон, црнац је постао најбољи играч голфа, бијелац највећи репер, Београд је био главни град три различите државе, а ја сам имао хиљаду концерата у преко 40 земаља свијета, а ниједан Србин није се вратио у Сарајево.

 — Карајлић о Србима повратницима у Сарајеву
Једини пут када је узео учешће у политичком животу, било је уочи првих вишестраначких општих избора у СР Босни и Херцеговини 1990. године, када је јавно подржао Савез реформских снага Југославије, који је предводио Анте Марковић, председник Савезног извршног већа СФР Југославије. Огранак Савеза у БиХ је предводио др Ненад Кецмановић.
Промоцију његовог романа Солунска 28, 27. августа 2018. године у Чачку, организовао је Српски покрет Двери, а модератор догађаја је био Бошко Обрадовић.

## Награде и признања
За свој први роман „Солунска 28“, добио је Награду Момо Капор, коју додељује Задужбина Момчило Момо Капор. Одлуку о додели награде је донео жири који су чинили Мухарем Баздуљ, Драгана Марковић и Вуле Журић.
Награду му је уручио академик Матија Бећковић на свечаности у Старом двору (Скупштини града Београда), којој су присуствовали градоначелник Зоран Радојичић, заменик градоначелника Горан Весић, као и некадашњи фудбалер Црвене звезде Душан Савић.

## Дела
- Фајронт у Сарајеву, 2014.[12]
- ФБИ – Досије Тесла, 2016.[13]
- Солунска 28 – О новцу и страстима, 2018.[14]
- Солунска 28 – О пријатељству и издаји, 2019.[15]
- Солунска 28 – О сексу, дроги и рокенролу, 2023.[16]